# EuroVelo

Plán sítě

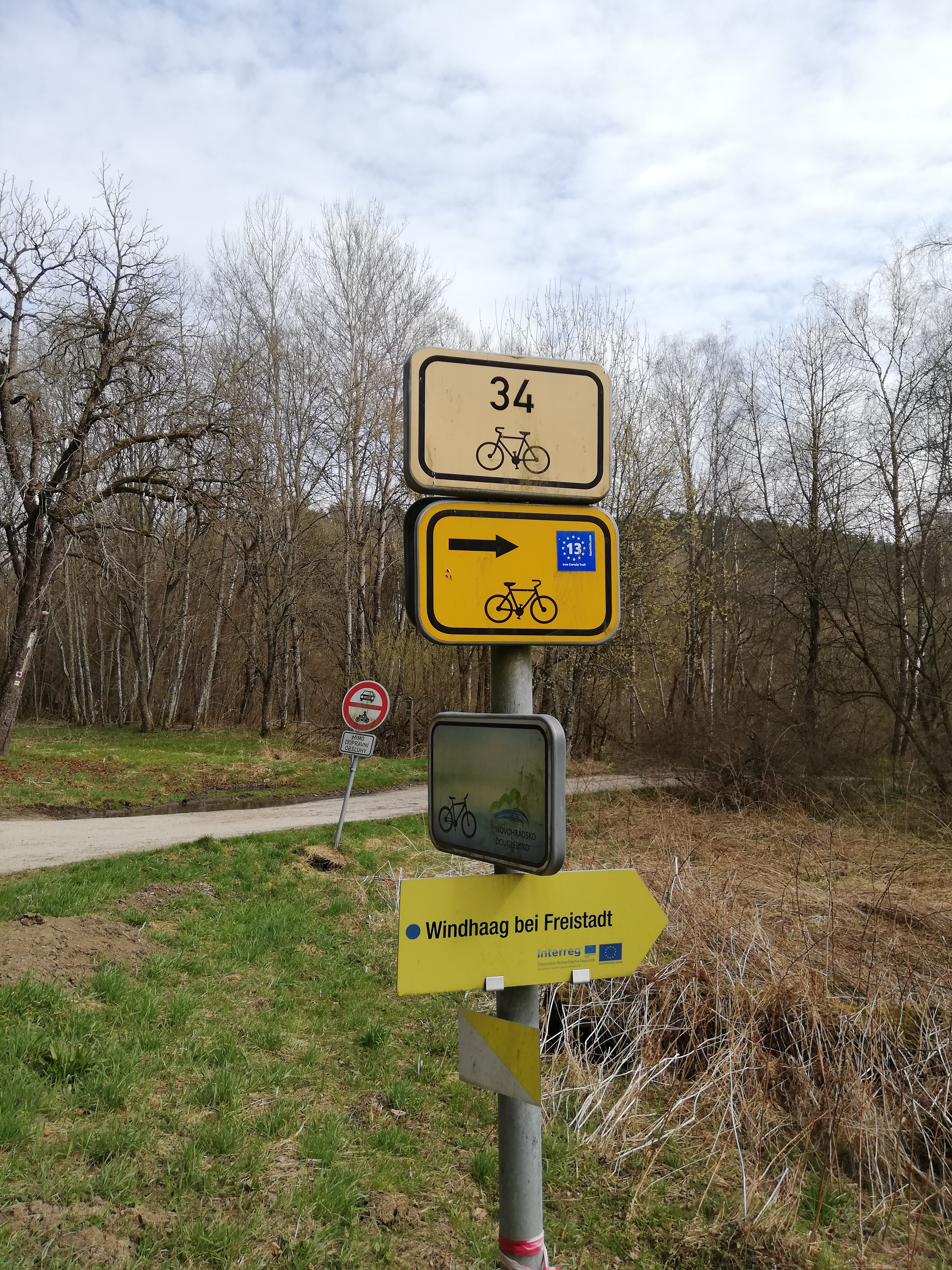
Značení cyklotrasy EV 13 v Cetvinách

EuroVelo je síť evropských cyklotras, kterou organizuje Evropská cyklistická federace jako projekt 17 dálkových tras napříč celým evropským kontinentem. Celková délka projektovaných tras je k roku 2023 92 820 km, ze kterých je 60 785 km v provozu.
Tratě projektu EuroVelo jsou zamýšleny pro cykloturistiku po Evropě, ale jsou také používány pro místní cestování. Trasy jsou tvořeny jak existujícími cyklostezkami a silnicemi, tak i s navrhovanými a plánovanými stezkami, které jsou potřebné pro jejich propojení. K roku 2023 jsou kompletně dokončeny trasy EV 17 a EV 19. Přes Českou republiku mají vést trasy EV 4, EV 7, EV 9 a EV 13.
Projekt EuroVelo momentálně není financován Evropskou unií, projekt by však v budoucnu rád podporu EU získal.

## Přehled tras

### Severojižní trasy
EV 1 – Trasa po pobřeží Atlantiku: Nordkapp – Sagres (10 674 km)
EV 3 – Poutnická trasa: Trondheim – Santiago de Compostela (5 633 km)
EV 5 – Via Romea Francigena: Londýn – Brindisi (3 236 km)
EV 7 – Sluneční trasa: Nordkapp – Malta (7 640 km)
EV 9 – Od Baltu k Jadranu (Jantarová cesta): Gdaňsk – Pula (2 158 km)
EV 11 – Východoevropská trasa: Nordkapp – Athény (6 770 km)
EV 13 – Stezka Železné opony: Barentsovo – Černé moře (10 575 km)
EV 15 – Rýnská stezka: Andermalt - Hoek van Holland (2 388 km)
EV 17 – Rhone Cycle Route (1 183 km)
EV 19 – Meuse Cycle Route (1 137 km)

### Západovýchodní trasy
EV 2 – Cesta hlavními městy: Galway – Moskva (5 032 km)
EV 4 – Středoevropská trasa: Roscoff – Kyjev (5 070 km)
EV 6 – Od Atlantiku k Černému moři (Říční trasa): Nantes – Constanța (6 440 km)
EV 8 – Středomořská trasa: Cádiz – Athény (7 337 km)
EV 14 – Waters of Central Europe (1 159 km)

### Okruhy
EV 10 – Trasa kolem Baltského moře (Hanzovní okruh) (9 130 km)
EV 12 – Trasa kolem Severního moře (7 257 km)
Celá síť: 92 820 km (2023)

## Trasy
| Číslo trasy | Jméno trasy                                 | prochází městy | a zeměmi | Délka (km) | Dokončeno | Poznámka |
| ----------- | ------------------------------------------- | --- | --- | ---------- | --------- | --- |
| EV1         | Trasa po pobřeží Atlantiku                  | Nordkapp (EV7, EV11) – Norské pobřeží – Trondheim (EV3) – Bergen (EV12) – Aberdeen (EV12) – Inverness (EV12) – Glasgow – Stranraer – Belfast – Galway (EV2) – Cork – Rosslare – Fishguard – Bristol (EV2) – Plymouth – Roscoff (EV4) – Nantes (EV6) – La Rochelle – Burgos (EV3) – Salamanca – Sagres           | Norsko, Spojené království, Irsko, Francie, Španělsko, Portugalsko | 10 674     | 97 %      | |
| EV2         | Cesta hlavními městy                        | Galway (EV1) – Dublin – Holyhead – Bristol (EV1) – Londýn (EV5) – Harwich – Rotterdam – The Hague – Münster (EV3) – Berlín (EV7) – Poznaň (EV9) – Varšava (EV11) – Minsk – Moskva | Spojené království, Nizozemsko, Německo, Polsko, Bělorusko, Rusko | 5 032      | 48 %      | |
| EV3         | Poutnická trasa                             | Santiago de Compostela – Leon – Burgos (EV1) – Bordeaux – Tours (EV6) – Orleans (EV6) – Paříž – Namur (EV5) – Aachen (EV4) – Münster (EV2) – Hamburg (EV12) – Odense (EV10) – Viborg – Frederikshaven (EV12) – Göteborg (EV12) – Oslo – Røros – Trondheim (EV1)                                                 | Španělsko, Francie, Belgie, Německo, Dánsko, Švédsko, Norsko | 5 633      | 88 %      | Trasa vede místy historických cest používaných poutníky za středověku. Země, kterými trasa vede, mají rozvinutou síť cyklostezek, která se využívá jako část EV3. - https://web.archive.org/web/20080430113914/http://www.friefugle.dk/cyeufraprofil.htm |
| EV4         | Středoevropská trasa                        | Roscoff (EV1) – Francouzské pobřeží Atlantiku – Le Havre – Calais (EV5) – Middelburg – Aachen (EV3) – Bonn – Frankfurt nad Mohanem – Praha (EV7) – Brno (EV9) – Krakov (EV11) – Lvov – Kyjev | Francie, Belgie, Německo, Česko, Polsko, Ukrajina | 5 070      | 77 %      | |
| EV5         | Via Romea Francigena                        | Londýn (EV2) – Canterbury – Calais (EV4) – Brusel – Namur (EV3) – Luxembourg – Štrasburg – Basel (EV6) – Lucerne – Milano – Piacenza (EV8) – Parma – Florence (EV7) – Siena – Řím (EV7) – Brindisi | Spojené království, Francie, Belgie, Lucembursko, Švýcarsko, Itálie | 3 236      | 60 %      | |
| EV6         | Od Atlantiku k Černému Moři (Říční trasa)   | Nantes (EV1) – Tours (EV3) – Orleans (EV3) – Nevers – Chalon sur Saône – Basel (EV5) – Passau – Ybbs (EV7) – Linz – Vídeň (EV9) – Bratislava – Budapešť – Bělehrad (EV11) – Bukurešť – Constanța | Francie, Švýcarsko, Německo, Rakousko, Slovensko, Maďarsko, Srbsko, Rumunsko | 6 440      | 70 %      | Vede z Nantes, kde ústí Loira, podél řeky přes Francii. Pokračuje do Švýcarska k Bodamskému jezeru a podél Dunaje skrz Německo, Rakousko, Slovensko, Maďarsko, Srbsko, Bulharsko a Rumunsko až k ústí Dunaje na břehu Černého moře. Částí EV6 je populární Dunajská cyklostezka.                                                                                             |
| EV7         | Sluneční trasa                              | Nordkapp (EV1, EV11) – Haparanda (EV10) – Sundsvall (EV10) – střední Švédsko – Kodaň (EV10) – Gedser – Rostock (EV10) – Berlín (EV2) – Praha (EV4) – Ybbs (EV6) – Salzburg – Mantua (EV8) – Bologna – Florence (EV5) – Řím (EV5) – Neapol – Syrakusy – Malta                                                    | Norsko, Švédsko, Dánsko, Německo, Česko, Rakousko, Itálie, Malta | 7 640      | 45 %      | |
| EV8         | Středomořská trasa                          | Cádiz – Malaga – Almeria – Valencia – Barcelona – Monako – Piacenza (EV5) – Mantua (EV7) – Ferrara – Benátky – Trieste (EV9) – Rijeka – Split – Dubrovník – Tirana – Patras – Athény (EV11) | Španělsko, Francie, Monako, Itálie, Slovinsko, Chorvatsko, Černá Hora, Albánie, Řecko | 7 337      | 51 %      | |
| EV9         | Od Baltu k Jadranu (Jantarová trasa)        | Gdaňsk (EV10) – Poznaň (EV2) – Vratislav - Olomouc – Brno (EV4) – Vídeň (EV6) – Maribor – Ljubljana – Trieste (EV8) – Pula | Polsko, Česko, Rakousko, Slovinsko, Itálie, Chorvatsko | 2 158      | 45 %      | Vede z Gdaňsku na břehu Baltského moře přes Česko až k chorvatské Pule na břehu Jaderského moře. Rakouská část EV9 by měla být dokončena na podzim 2004. - https://web.archive.org/web/20040816051459/http://www.niederoesterreich.at/weinviertel/default.asp?medium=EX_WEV&sprache=d&id=16452&tt=EX_WEV_R2 - http://www.niederoesterreich.at/rad/default.asp?id=15580%5B%5D |
| EV10        | Trasa kolem Baltského moře (Hanzovní okruh) | Petrohrad – Helsinky (EV11) – Vaasa – Oulu – Haparanda (EV7) – Sundsvall (EV7) – Stockholm – Ystad – Malmö – Kodaň (EV7) – Odense (EV3) – Rostock (EV7) – Świnoujście –Gdaňsk (EV9) – Kaliningrad – Klaipeda – Riga – Tallinn (EV11) – Petrohrad                                                                | Rusko, Finsko, Švédsko, Dánsko, Německo, Polsko, Litva, Lotyšsko, Estonsko | 9 130      | 53 %      | |
| EV11        | Východoevropská trasa                       | Nordkapp (EV1, EV7) – Finská jezera – Helsinky (EV10) – Tallinn (EV10) – Tartu – Vilnius – Varšava (EV2) – Krakov (EV4) – Košice – Bělehrad (EV6) – Skoplje – Soluň – Athény (EV8) | Norsko, Finsko, Estonsko, Lotyšsko, Litva, Polsko, Slovensko, Maďarsko, Srbsko, Severní Makedonie, Řecko                                                                                       | 6 770      | 26 %      | |
| EV12        | Trasa kolem Severního moře                  | Bergen (EV1) – Stavanger – Kristiansand – Göteborg (EV3) – Varberg – Grenaa – Frederikshaven (EV3) – Hirtshals – Esbjerg – Hamburg (EV3) – Haag (EV2) – Rotterdam – Harwich (EV2) – Kingston upon Hull – Newcastle – Edinburgh – Aberdeen (EV1) – Inverness (EV1) – Thurso – Orkneje – Shetlandy – Bergen (EV1) | Norsko, Švédsko, Dánsko, Německo, Nizozemsko, Spojené království | 7 257      | 97 %      | Je první velkou evropskou cyklotrasou, byla otevřena v červnu 2001. V Guinnessově knize rekordů je vedena jako nejdelší nepřerušená značená cyklistická stezka. - https://web.archive.org/web/19991003230802/http://www.northsea-cycle.com/ |
| EV13        | Stezka Železné opony                        | | Norsko, Finsko, Rusko, Estonsko, Lotyšsko, Litva, Polsko, Německo, Česko, Rakousko, Slovensko, Maďarsko, Slovinsko, Chorvatsko, Srbsko, Rumunsko, Bulharsko, Severní Makedonie, Řecko, Turecko | 10 575     | 50 %      | |
| EV14        | Waters of Central Europe                    | Zell Am See - Bischofshofen (EV7) – Liezen – Graz – Fehring (EV9) – Gleisdorf – Szentgotthárd (EV13) – Keszthely – Székesfehérvár – Velence | Rakousko, Maďarsko | 1 159      | 96 %      | |
| EV15        | Rýnská stezka                               | | Švýcarsko, Německo, Francie, Nizozemsko | 2 388      | 97 %      | |
| EV17        | Rhone Cycle Route                           | | Švýcarsko, Francie | 1 183      | 100 %     | |
| EV19        | Meuse Cycle Route                           | Langres – Neufchâteau – Commercy – Verdun – Stenay – Charleville-Mézières – Dinant – Namur (EV3, EV5) – Liège – Maastricht – Venlo – Cuijk – Den Bosch – Dordrecht – Hoek van Holland (EV2, EV12, EV15) – Rotterdam (EV15)                                                                                      | Francie, Belgie, Nizozemsko | 1 137      | 100 %     | |